# سام بریدون
سام بریدون (انگلیسی: Sam Briddon؛ ۲۶ ژوئیه ۱۹۱۵ – ژوئن ۱۹۷۵ (۵۹ ساله)) بازیکن فوتبال اهل بریتانیا بود.
از باشگاه‌هایی که در آن بازی کرده‌است می‌توان به باشگاه فوتبال وستهام یونایتد، باشگاه فوتبال سوئیندون تاون، باشگاه فوتبال بولتون واندررز، باشگاه فوتبال سوانزی سیتی، باشگاه فوتبال برنتفورد، و باشگاه فوتبال پورت ویل اشاره کرد.